# No One (bài hát của Alicia Keys)
"No One" là một bài hát của nghệ sĩ thu âm người Mỹ Alicia Keys nằm trong album phòng thu thứ ba của cô, As I Am (2007). Nó được phát hành vào ngày 11 tháng 9 năm 2007 như là đĩa đơn đầu tiên trích từ album bởi J Records. Bài hát được đồng viết lời và sản xuất bởi Keys, Kerry Brothers Jr. và George M. Harry, những cộng tác viên quen thuộc trong hai album phòng thu trước của cô, và là một trong những bản nhạc cuối cùng được viết cho album. Đây là một bản R&B kết hợp với những yếu tố của soul mang nội dung đề cập đến nhận thức của mỗi người trong một mối quan hệ quan hệ tình cảm, và mặc dù mọi người xung quanh lúc nào cũng có thể nói rất nhiều thứ để tác động và cố đánh lạc hướng bạn thì không ai có thể cản trở tình yêu của bạn. Một phiên bản phối lại chính thức của "No One" cũng được phát hành và do Swizz Beatz chịu trách nhiệm sản xuất, với sự tham gia góp giọng của rapper người Mỹ Cassidy.
Sau khi phát hành, "No One" nhận được những phản ứng tích cực từ các nhà phê bình âm nhạc, trong đó họ đánh giá cao chất giọng của Keys cũng như quá trình sản xuất của nó, và gọi đây là một trong những đĩa đơn xuất sắc nhất trong sự nghiệp của cô. Bài hát cũng gặt hái nhiều giải thưởng và đề cử tại những lễ trao giải quan trọng, bao gồm chiến thắng hai giải Grammy cho Bài hát R&B xuất sắc nhất và Trình diễn giọng R&B nữ xuất sắc nhất tại lễ trao giải thường niên lần thứ 50. "No One" cũng tiếp nhận những thành công vượt trội về mặt thương mại, đứng đầu các bảng xếp hạng ở Hungary và Thụy Sĩ, và lọt vào top 10 ở hầu hết những quốc gia nó xuất hiện, bao gồm vuơn đến top 5 ở nhiều thị trường lớn như Úc, Áo, Bỉ, Canada, Pháp, Đức, Ý, Hà Lan, New Zealand, Thụy Điển và Vương quốc Anh. Tại Hoa Kỳ, nó đạt vị trí số một trên bảng xếp hạng Billboard Hot 100 trong năm tuần liên tiếp, trở thành đĩa đơn quán quân thứ ba của Keys đồng thời là bài hát được nghe nhiều nhất trên sóng phát thanh năm 2008 tại đây, với 3.08 tỉ lượt người nghe. Tính đến nay, bài hát đã bán được hơn 5.6 triệu bản trên toàn cầu, trở thành một trong những đĩa đơn bán chạy nhất mọi thời đại.
Video ca nhạc cho "No One" được đạo diễn bởi Justin Francis, trong đó bao gồm những cảnh Keys trình diễn bài hát ở nhiều bối cảnh khác nhau, như ngồi trên một chiếc ghế trong một căn phòng trống, trong một căn phòng chứa đầy nhạc cụ, dưới một con phố đang mưa và trong một hộp đêm với ánh sáng xanh. Để quảng bá bài hát, nữ ca sĩ đã trình diễn nó trên nhiều chương trình truyền hình và lễ trao giải lớn, bao gồm Good Morning America, Friday Night with Jonathan Ross, The Tyra Banks Show, giải thưởng Âm nhạc Mỹ năm 2007 và giải Video âm nhạc của MTV năm 2007, cũng như trong tất cả những chuyến lưu diễn trong sự nghiệp của cô. Kể từ khi phát hành, "No One" đã được hát lại và sử dụng làm nhạc mẫu bởi nhiều nghệ sĩ, trong đó nổi bật nhất là Aretha Franklin cho album phòng thu thứ 41 của bà, Aretha Franklin Sings the Great Diva Classics (2014), cũng như xuất hiện trong một số tác phẩm điện ảnh và truyền hình, như Ugly Betty và Alvin and the Chipmunks: The Squeakquel.

## Danh sách bài hát
Đĩa CD tại châu Âu và Anh quốc
1. "No One" (bản album) – 4:13
2. "No One" (Curtis Lynch Reggae phối) – 3:59

Đĩa CD maxi tại châu Âu
1. "No One" (bản album) – 4:13
2. "No One" (Curtis Lynch Reggae phối) – 3:59
3. "Superwoman" (trực tiếp) – 4:02
4. "No One" (video ca nhạc) – 4:08

## Xếp hạng
| Bảng xếp hạng (2007-08)                         | Vị trí cao nhất |
| ----------------------------------------------- | --------------- |
| Úc (ARIA)                                       | 3               |
| Úc Urban (ARIA)                                 | 2               |
| Áo (Ö3 Austria Top 40)                          | 3               |
| Bỉ (Ultratop 50 Flanders)                       | 4               |
| Bỉ (Ultratop 50 Wallonia)                       | 5               |
| Canada (Canadian Hot 100)                       | 2               |
| Cộng hòa Séc (Rádio Top 100)                    | 13              |
| Đan Mạch (Tracklisten)                          | 7               |
| Châu Âu (European Hot 100 Singles)              | 2               |
| Phần Lan (Suomen virallinen lista)              | 17              |
| Pháp (SNEP)                                     | 5               |
| Trường songid là BẮT BUỘC CHO BẢNG XẾP HẠNG ĐỨC | 3               |
| Hungary (Rádiós Top 40)                         | 1               |
| Ireland (IRMA)                                  | 8               |
| Ý (FIMI)                                        | 2               |
| Nhật Bản (Japan Hot 100)                        | 29              |
| Hà Lan (Dutch Top 40)                           | 3               |
| Hà Lan (Single Top 100)                         | 4               |
| New Zealand (Recorded Music NZ)                 | 2               |
| Na Uy (VG-lista)                                | 8               |
| Ba Lan (ZPAV)                                   | 5               |
| Bồ Đào Nha (Billboard)                          | 2               |
| Romania (Romanian Top 100)                      | 12              |
| Scotland (OCC)                                  | 6               |
| Slovakia (Rádio Top 100)                        | 3               |
| Tây Ban Nha (PROMUSICAE)                        | 8               |
| Thụy Điển (Sverigetopplistan)                   | 5               |
| Thụy Sĩ (Schweizer Hitparade)                   | 1               |
| Anh Quốc (OCC)                                  | 6               |
| Anh Quốc R&B (OCC)                              | 3               |
| Hoa Kỳ Billboard Hot 100                        | 1               |
| Hoa Kỳ Adult Contemporary (Billboard)           | 9               |
| Hoa Kỳ Adult Pop Airplay (Billboard)            | 9               |
| Hoa Kỳ Hot R&B/Hip-Hop Songs (Billboard)        | 1               |
| Hoa Kỳ Pop Airplay (Billboard)                  | 1               |
| Hoa Kỳ Pop 100 (Billboard)                      | 1               |
| Hoa Kỳ Rhythmic (Billboard)                     | 1               |

| Bảng xếp hạng (2000-09)              | Vị trí |
| ------------------------------------ | ------ |
| Germany (Official German Charts)     | 47     |
| Netherlands (Dutch Top 40)           | 39     |
| US Billboard Hot 100                 | 6      |
| US Hot R&B/Hip-Hop Songs (Billboard) | 11     |
| US Mainstream Top 40 (Billboard)     | 47     |

| Bảng xếp hạng (2007)                 | Vị trí |
| ------------------------------------ | ------ |
| Australia (ARIA)                     | 48     |
| Australia Urban (ARIA)               | 11     |
| France (SNEP)                        | 67     |
| Germany (Official German Charts)     | 73     |
| Italy (FIMI)                         | 22     |
| Netherlands (Dutch Top 40)           | 61     |
| Netherlands (Single Top 100)         | 84     |
| New Zealand (Recorded Music NZ)      | 19     |
| Sweden (Sverigetopplistan)           | 55     |
| Switzerland (Schweizer Hitparade)    | 23     |
| UK Singles (Official Charts Company) | 49     |
| US Billboard Hot 100                 | 76     |
| US Hot R&B/Hip-Hop Songs (Billboard) | 30     |
| Bảng xếp hạng (2008)                 | Vị trí |
| Australia (ARIA)                     | 47     |
| Australia Urban (ARIA)               | 13     |
| Austria (Ö3 Austria Top 40)          | 23     |
| Belgium (Ultratop 50 Flanders)       | 22     |
| Belgium (Ultratop 50 Wallonia)       | 17     |
| Brazil (Crowley Broadcast Analysis)  | 3      |
| Canada (Canadian Hot 100)            | 7      |
| European Hot 100 Singles (Billboard) | 7      |
| France (SNEP)                        | 48     |
| Germany (Official German Charts)     | 24     |
| Hungary (Rádiós Top 40)              | 6      |
| Japan (Japan Hot 100)                | 40     |
| Netherlands (Dutch Top 40)           | 36     |
| Netherlands (Single Top 100)         | 47     |
| Spain (PROMUSICAE)                   | 25     |
| Sweden (Sverigetopplistan)           | 66     |
| Switzerland (Schweizer Hitparade)    | 24     |
| UK Singles (Official Charts Company) | 90     |
| US Billboard Hot 100                 | 3      |
| US Adult Contemporary (Billboard)    | 17     |
| US Adult Top 40 (Billboard)          | 28     |
| US Hot R&B/Hip-Hop Songs (Billboard) | 8      |
| US Mainstream Top 40 (Billboard)     | 8      |
| US Pop 100 (Billboard)               | 15     |
| US Rhythmic (Billboard)              | 16     |

| Bảng xếp hạng                        | Vị trí |
| ------------------------------------ | ------ |
| US Billboard Hot 100                 | 50     |
| US Billboard Hot 100 (Women)         | 15     |
| US Hot R&B/Hip-Hop Songs (Billboard) | 81     |

## Chứng nhận
| Quốc gia                                                                           | Chứng nhận  | Số đơn vị/doanh số chứng nhận |
| ---------------------------------------------------------------------------------- | ----------- | ----------------------------- |
| Úc (ARIA)                                                                          | Bạch kim    | 70.000^                       |
| Bỉ (BEA)                                                                           | Vàng        | 25.000*                       |
| Canada (Music Canada) Nhạc số                                                      | 2× Bạch kim | 0^                            |
| Canada (Music Canada) Nhạc chuông                                                  | Bạch kim    | 0^                            |
| Đan Mạch (IFPI Đan Mạch)                                                           | Bạch kim    | 15.000^                       |
| Pháp (SNEP)                                                                        | Vàng        | 75,000‡                       |
| Đức (BVMI)                                                                         | Vàng        | 250.000^                      |
| Ý (FIMI)                                                                           | Bạch kim    | 20.000*                       |
| Nhật Bản (RIAJ) Chaku-Uta Full                                                     | Vàng        | 0^                            |
| New Zealand (RMNZ)                                                                 | Bạch kim    | 15.000*                       |
| Tây Ban Nha (PROMUSICAE)                                                           | 2× Bạch kim | 100.000^                      |
| Thụy Điển (GLF)                                                                    | Bạch kim    | 20.000^                       |
| Anh Quốc (BPI)                                                                     | Bạch kim    | 600.000‡                      |
| Hoa Kỳ (RIAA)                                                                      | 3× Bạch kim | 4,000,000                     |
| * Chứng nhận dựa theo doanh số tiêu thụ. ^ Chứng nhận dựa theo doanh số nhập hàng. |             |                               |